# 穴山信君
穴山信君（日语：／ Anayama Nobutada，1541年—1582年6月21日）是日本戰國時代武將，曾為武田氏及織田氏的家臣。御一門眾之一。武田氏戚臣穴山信友的兒子，幼名勝千代（かつちよ）。母親是武田信虎之女南松院。其妻為武田信玄次女見性院。壯年時出家名號梅雪齋不白，亦有武田左衛門的名稱，以「穴山梅雪」稱呼最廣為人知。武田二十四將之一。是武田家的重臣，多次參與武田軍不同大小規模的戰爭。

## 生涯
1541年（天文十年）穴山信友的嫡子誕生，從信友與信君兩代父子皆與武田宗家通婚，獲得武田氏宗家賜贈「武田」姓氏的尊貴待遇來看，穴山氏宗家與武田氏宗家關係相當親密通好。並且在甲斐河內地方建有屬於穴山家的下山館居城與獨立行政組織的家臣集團。永祿元年（1558年）11月，於父親信友出家後繼承家督。
據『甲陽軍鑑』的記載，曾經參與過川中島之戰時武田方的信玄本營的守備，在信玄對今川方進行侵攻遠江、駿河二國時也有活躍的紀錄。永祿11年（1568年）武田家的駿河侵攻開始，信君負責誘降今川家臣，以及與德川氏之間的事務交涉事宜。永祿12年（1569年），進攻富士氏及大宮城之葛山氏元。
在信玄施行『武田領國化』政策，信君接手原本屬於山縣昌景領有的江尻城代職位與領地，成為江尻領的領主。
天正3年（1575年）5月21日長篠之戰時，與武田信豊・小幡信貞均配置在武田軍中央隊。該次戰役雖有許多武田重臣戰死，但信君及其穴山眾戰鬥經過之記載付之闕如，大多生還離開戰場。
依『甲陽軍鑑』記載，長篠之戰後信濃北部海津城的武田家臣春日虎綱（高坂昌信）向勝賴獻上五箇条之建議，其中第5條建議武田信豊及穴山信君應該切腹對敗戰負責。勝賴以信君是親族眾的重臣為由，拒絕此意見。

### 信君的倒戈
天正9年（1581年）12月，由於憎恨勝賴的寵臣長坂長閑及跡部勝資，開始與織田信長内通。 
天正10年（1582年）2月，武田勝賴為了能拉攏穴山信君，曾向信君許諾將勝賴之女．貞姬，許配予信君之子信治做為未婚妻。然而過沒有多久，勝賴未知會信君，將貞姬改婚配予武田信豐之子，使得信君暗為不滿，自此有向家康投降之傳言。不久，織田信長藉由武田氏大將木曾氏家督兼福島城主木曾義昌的倒戈，發動武田征伐的征討作戰，在武田家諸將抗戰時，突然背叛武田氏，投降進軍駿河的德川軍，使不少武田氏重臣大吃一驚。
信君之所以會背叛，似乎與義信事件及武田家家督繼承安排一事有關（親弟信邦原本是隸屬義信的家臣，因為受義信事件牽連被迫切腹自刃）。
1582年，織田信長藉木曾義昌叛離武田家為契機，發動「甲府征伐令」，聯同德川家、北條家向武田家發動軍勢攻擊，駐守駿河的穴山信君有感於武田家已經面臨隨時可能覆滅之虞，便暗通正在進攻駿河德川家康，以要求認可其子信治繼嗣為武田家繼承人，以及信君自己拜領甲斐一國為前提，來交換信君「無血開城」臣服德川家的投降條件，希望在織田政權之下，獲得甲斐河内領及駿河江尻領的領土安堵保證，自此成為織田家的國人眾，以及德川家的與力。德川家康向織田家回報信君的降伏條件獲得認可保證之後，穴山信君便開城投降。

### 後期
在武田勝賴死後保有在甲斐的原有的領地，並且依當初投降德川家的條件，讓其子信治繼嗣武田家的家督。
武田家統治勢力滅亡後，天正10年（1582年）5月，與家康一同上洛向信長獻上御禮言，於近江國安土（滋賀縣近江八幡市安土町）拜謁信長。後與德川家康一同前往堺遊覽沒多久，即發生本能寺之變，與家康分別急速返回領地，信君在回到甲斐領地前，在宇治田原一帶遭到土民殺死。其子武田信治（穴山勝千代）成為武田家家督後，天正10年6月發生天正壬午之亂，穴山眾臣從於德川家康，但信治在1587年猝死，武田家家督則由家康五男信吉繼嗣，穴山家也因此就此斷嗣。

## 登場作品
影視劇
- 真田丸（2016年、NHK大河劇、演：榎木孝明）
- 怎麼辦家康（2023年、NHK大河劇、演：田邊誠一）